# Passalora puerariae
Passalora puerariae är en svampart som först beskrevs av D.E. Shaw & Deighton, och fick sitt nu gällande namn av U. Braun & Crous 2003. Passalora puerariae ingår i släktet Passalora och familjen Mycosphaerellaceae.   Inga underarter finns listade i Catalogue of Life.